# GM2-Aktivator
Der GM2-Aktivator ist ein Protein, das in Wirbeltieren vorkommt und beim Abbau der Ganglioside, spezieller Lipide im Körper, notwendig ist. Dieser Abbau findet in Lysosomen innerhalb der Zellen statt, wo der GM2-Aktivator zu finden ist. GM2-Aktivator ermöglicht das Herauslösen einzelner GM2-Moleküle aus der Membran, bindet GM2 und präsentiert es dem GM2-abbauenden Enzym Hexosaminidase A. Beim Menschen sind Mutationen im GM2A-Gen die Ursache für GM2-Gangliosidose Typ AB.

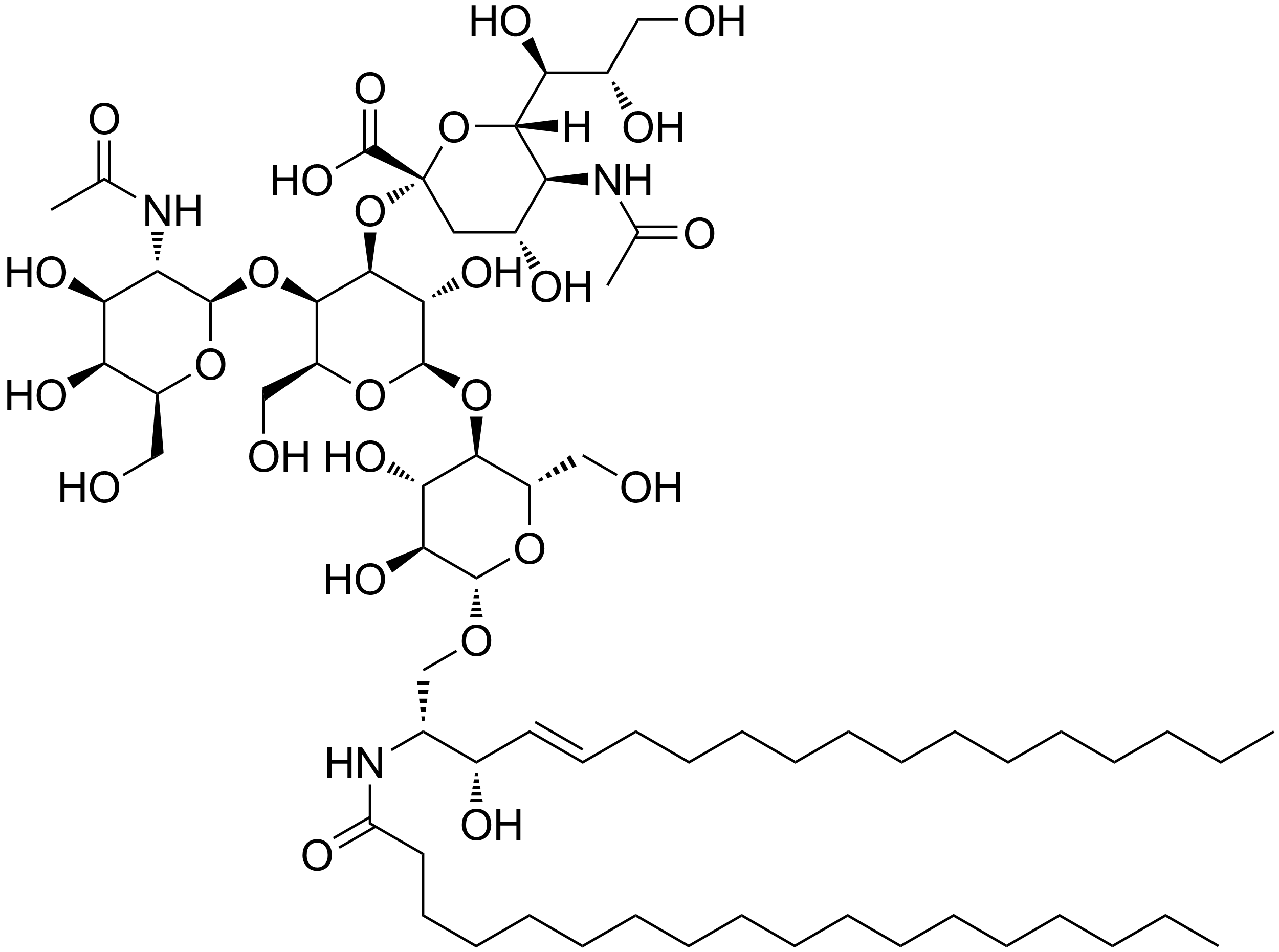
GM2-Gangliosid

GM2 und andere Lipide sind nicht wasserlöslich. Um sie mit den (wasserlöslichen) Enzymen bearbeiten zu können, müssen sie oder ihre hydrophoben Teile in einer hydrophoben Blase eingebettet werden, die Bestandteil des GM2-Aktivators ist. Der GM2-Aktivator erkennt dabei die Neuraminsäure-Reste in Gangliosiden, so dass speziell nur diese Lipide aus der Membran aufgenommen werden.
Aufgrund seiner Eigenschaften könnte der GM2-Aktivator generell als Transportprotein für Glycosphingolipide fungieren. Eine erhöhte Expression des GM2-Aktivators, verursacht durch oxidierte LDL, könnte die Ursache für lokale Anhäufung von Glycosphingolipiden bei Arteriosklerose sein.